# Plácido Micó Abogo
Plácido Micó Abogo (Mbini, 11 de juliol de 1963) és un polític equatoguineà, va ser Secretari General de Convergència per a la Democràcia Social (CPDS), partit polític socialdemòcrata en l'oposició de Guinea Equatorial. Micó és enginyer químic industrial, més tard es llicencià en Ciències Jurídiques i està doctorat en Dret.

## Biografia
Micó i Celestino Bonifacio Bacale Obiang van ser arrestats i empresonats durant quatre mesos després que l'exèrcit equatoguineà intervingués a l'aeroport de Malabo al febrer de 1992 exemplars de La Verdad, el periòdic del llavors clandestí CPDS, quan anaven a ser enviats a Espanya. Al desembre de 1994, al congrés constitutiu del CPDS, dut a terme en Bata, Plácido Micó va ser escollit com a Secretari General del partit. El van reelegir fet i fet al segon congrés nacional del partit al febrer de 2001 i al seu tercer congrés nacional al febrer de 2005.
En 1999, Plácido Micó era l'únic candidat del CPDS per guanyar un escó en la Cambra de Representants en les eleccions parlamentàries. Al maig de 2002 va ser acusat d'intent de Cop d'estat en 1997 contra el govern de Teodoro Obiang] i va ser condemnat a arrest domiciliari. Al juny rl van condemnar a catorze anys i vuit mesos de presó. Tanmateix Obiang li va commutar la pena en agost de 2003.
En les eleccions parlamentàries de 2004 va ser reelegit diputat de la Cambra de Representants per la circumscripció de Malabo. En aquestes eleccions van ser dos els representants escollits pel CPDS. Va tornar a guanyar escó a les eleccions de 2008, però aquesta vegada va ser l'únic representant del CPDS.
En una entrevista amb el diari espanyol El País, publicat l'11 de juliol de 2008, durament crític amb la situació política a Guinea Equatorial en dir que "la situació és pitjor que a Zimbabue. L'oposició no té presència política als ajuntaments ni al Parlament. No hi ha sindicats de cap tipus, ni associacions professionals[...]. Tot el que sigui una associació, gent discutint sobre alguna cosa els fa olor d'oposició política i a perill. No hi ha mitjans de comunicació fora del control governamental". i va condemnar l'elecció parlamentària celebrada al maig com a seriosament "violenta i manipulada". També va acusar els Estats Units de ser còmplice del president Obiang pels seus interessos en el petroli guineà.
El 16 d'octubre de 2009 es va anunciar la celebració d'eleccions presidencials pel 29 de novembre. Micó va denunciar aquest nou moviment de Obiang al·legant que "amb tan poc temps, és impossible organitzar correctament una campanya política en un país on manca de tot".
Durant la celebració del V Congrés Ordinari de Convergència per a la Democràcia Social (CPDS) al desembre de 2013, i després de 19 anys al capdavant del partit com el seu Secretari General, Micó voluntàriament va anunciar la seva retirada com el seu màxim capdavanter "per donar pas a uns altres", rellevant-lo del seu càrrec Andrés Esono Ondó, qui més tard qualificaria l'actitud de Micó com una lliçó de democràcia.